# Concepción de Guerrero
Concepción de Guerrero är en ort i Mexiko.   Den ligger i kommunen Putla Villa de Guerrero och delstaten Oaxaca, i den sydöstra delen av landet, 290 km sydost om huvudstaden Mexico City. Concepción de Guerrero ligger 1 022 meter över havet och antalet invånare är 439.
Terrängen runt Concepción de Guerrero är bergig åt nordost, men åt sydväst är den kuperad. Runt Concepción de Guerrero är det ganska glesbefolkat, med 32 invånare per kvadratkilometer. Närmaste större samhälle är Putla Villa de Guerrero, 8,7 km sydväst om Concepción de Guerrero. I omgivningarna runt Concepción de Guerrero växer huvudsakligen savannskog.